# طارق حامدي
طارق علي حامدي (مواليد 26 يوليو 1998) هو لاعب كاراتيه سعودي . حصل على خمس ميداليات، بما في ذلك ميداليتين ذهبيتين، في بطولة آسيا للكاراتيه. وهو أيضًا حائز على الميدالية البرونزية في دورة الألعاب الآسيوية.
تأهل لتمثيل السعودية في الألعاب الأولمبية الصيفية 2020 في طوكيو باليابان، وقد حصل على الميدالية الفضية في وزن 75+ كلغ كوميتيه رجال.

## الولادة والنشأة
ولد ونشأ في مدينة الجبيل شرق السعودية، وربطته علاقة وثيقة بعائلة ووالدته مبروكة بنت عبد الله.

## مسيرته
في عام 2013م حقق المركز الثالث والميدالية البرونزية في بطولة العالم الثامنة للناشئين والشباب للكاراتيه في أسبانيا.
أصبح بطل العالم في حدث الكوميتيه للناشئين 76+ كلغ في بطولة العالم للناشئين، والكاديت وتحت 21 سنة 2015 التي أقيمت في جاكرتا بإندونيسيا. في عام 2016، فاز بأول ميدالية ذهبية له في الدوري الممتاز للكاراتيه. حصل على الميدالية الذهبية في حدث الكوميتيه للرجال +84 كلغ في الدوري الممتاز للكاراتيه الذي أقيم في أوكيناوا باليابان.
في بطولة الكاراتيه الآسيوية 2017 التي أقيمت في أستانا بكازاخستان، هزم الإيراني سجاد جانج زاده (بطل العالم في هذا الحدث في ذلك الوقت) ليفوز بالميدالية الذهبية في حدث الكوميتيه للرجال +84 كلغ. في عام 2018، فاز بإحدى الميداليات البرونزية في مسابقة الكوميتيه للرجال +84 كلغ في بطولة آسيا للكاراتيه 2018 التي أُقيمت في عمان بالأردن. كما فاز بالميدالية الفضية في حدث فريق الكوميتيه للرجال. بعد أيام قليلة، فاز بإحدى الميداليات البرونزية في حدث فريق الكوميتيه للرجال في بطولة العالم للكاراتيه 2018 التي أقيمت في كوبي باليابان. بعد شهر، فاز بإحدى الميداليات البرونزية في حدث الكوميت للرجال +84 كلغ في دورة الألعاب الآسيوية 2018 التي أُقيمت في جاكرتا بإندونيسيا.
في بطولة آسيا للكاراتيه 2019 التي أقيمت في طشقند بأوزبكستان، فاز بميداليتين: الميدالية الذهبية في حدث الكوميتيه للرجال +84 كلغ والميدالية الفضية في حدث فريق الرجال كوميتيه.
في عام 2021، تأهل في بطولة العالم للتصفيات الأولمبية التي أُقيمت في باريس بفرنسا للمنافسة في الألعاب الأولمبية الصيفية 2020 في طوكيو باليابان.
في يوليو 2023م فاز بالميدالية الذهبية في بطولة آسيا الـ 19 للكبار "فردي وزن +84 كجم"، في ملاكا الماليزية، عقب انتصاره على منافسه الياباني أندو دايكي 5ـ1.

## إنجازاته
| السنة | البطولة               | المكان            | المرتبة | الحدث           |
| ----- | --------------------- | ----------------- | ------- | --------------- |
| 2017  | البطولات الآسيوية     | أستانا، كازاخستان | الأول   | كوميتيه +84 كلغ |
| 2018  | البطولات الآسيوية     | عمان، الأردن      | الثالث  | كوميتيه +84 كلغ |
| 2018  | البطولات الآسيوية     | عمان، الأردن      | الثاني  | فريق الكوميتيه  |
| 2018  | دورة الألعاب الاسيوية | جاكرتا، أندونيسيا | الثالث  | كوميتيه +84 كلغ |
| 2019  | البطولات الآسيوية     | طشقند، أوزبكستان  | الأول   | كوميتيه +84 كلغ |
| 2019  | البطولات الآسيوية     | طشقند، أوزبكستان  | الثاني  | فريق الكوميتيه  |
| 2021  | الألعاب الأولمبية     | طوكيو، اليابان    | الثاني  | كوميتيه +75 كلغ |
| 2023  | البطولة الآسيوية 19   | ملاكا، ماليزيا    | الأول   | [ 19 ]          |